# Rueda de Alcantarilla

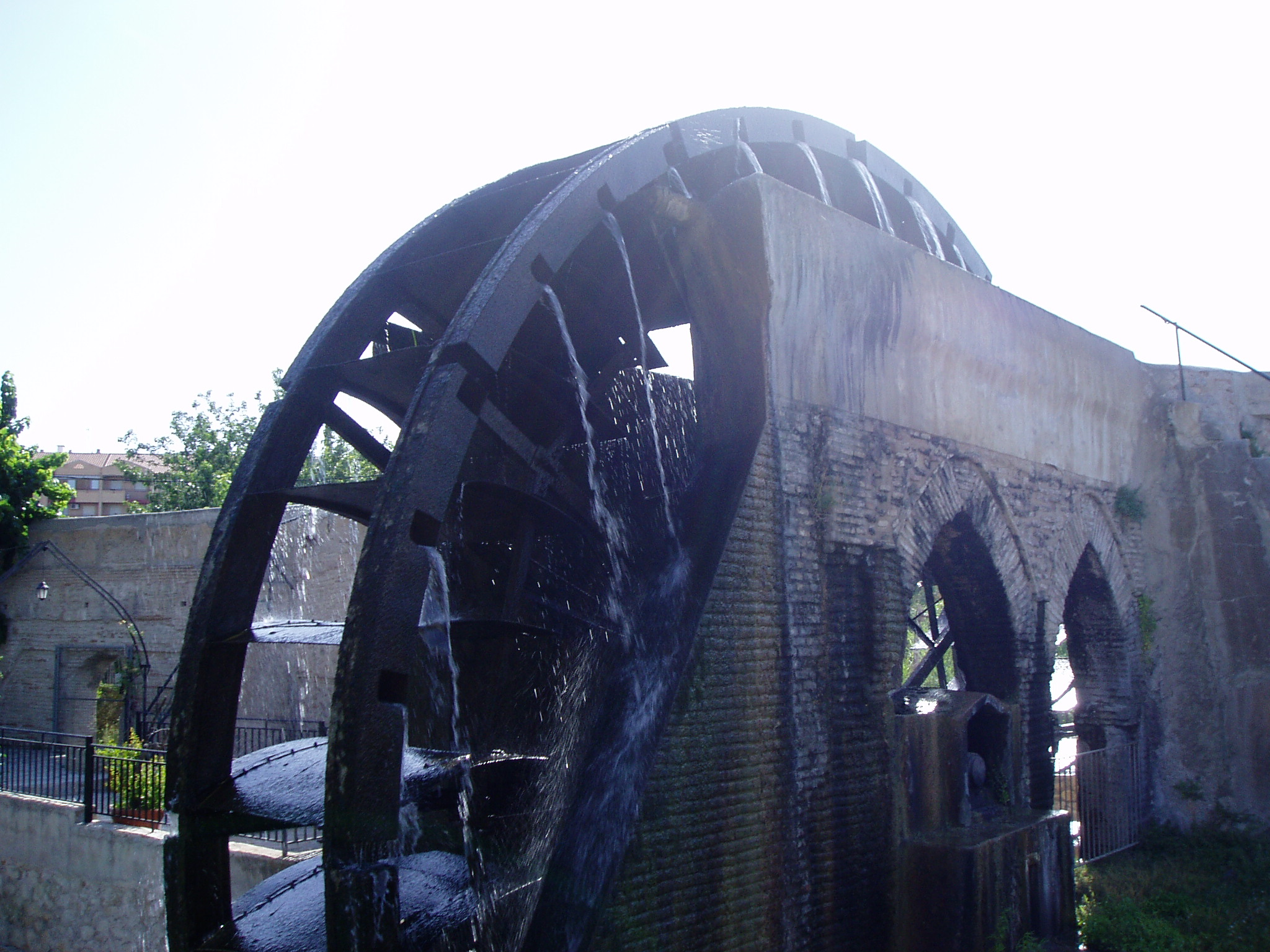
Wasserschöpfrad Alcantarilla

Rueda de Alcantarilla (auch als Rueda de la Huerta bekannt) ist ein als Kulturdenkmal geschütztes Wasserschöpfrad im Stadtteil Sewell von Alcantarilla in Region Murcia.  

## Lage
Es befindet sich in der Nähe des Museums für Völkerkunde und wurde zusammen mit dem Aquädukt am 30. Juli 1982 als Kulturdenkmal in die Liste Bien Interés Cultural (BIC) aufgenommen.

## Geschichte
Das erste Wasserrad in Sewell am Río Segura wurde im fünfzehnten Jahrhundert errichtet. Es war kleiner als das heutige und wurde geplant, um die Landwirtschaftsflächen und Viehtränken von Alcantarilla zu bewässern.  
Beide Räder wurden aus Holz gebaut und hatten 56 Schöpfeimer zur Bewässerung. Im Jahre 1890 wurde ein Wasserrad mit größeren Ausmaßen errichtet, um die Förderleistung zu erhöhen. Das Rad wurde 1956 durch eine Metallkonstruktion verstärkt, die das Unternehmen Sociedad Metalúrgica Naval y Terrestre aus Alicante installierte, und entspricht der 1890 gebauten Holzversion mit 11 Meter Durchmesser und einer Breite von 1,90 Meter. Das aktuelle Rad hat 72 Schöpfschaufeln aus Metall, die das Wasser aus dem Fluss in den rund 8 Meter höher liegenden Aquädukt befördern. Von dieser Wasserleitung aus, die ursprünglich 25 Bögen hatte, wurden die Anbauflächen der Bauern bewässert und die Stadtbrunnen versorgt. Das Wasserrad mit dem Aquädukt diente später der Zuckerfabrik, die Zuckerrohr verarbeitete als Wasserversorgung.